# Ebrima M. Sarjo
Ebrima M. Sarjo (* 2. Februar 1979) ist ein Politiker im westafrikanischen Staat Gambia.

## Leben
| Parlamentswahl  | Stimmen | Stimmanteil |
| --------------- | ------- | ----------- |
| 2015 (Nachwahl) | 741     | 87,07 %     |
| 2017            | 349     | 36,32 %     |
| 2022            | 345     | 36,32 %     |

Sarjo besuchte die Methodist Primary School, die Junior Secondary School in Bansang und die Senior Secondary School Kau-ur. 2015 war er als Filialleiter bei Gampost in Janjanbureh.
Der Vertreter des Wahlkreises Janjanbureh Foday Jibani Manka verstarb Ende Dezember 2014. Die IEC setzte Nachwahlen zu den Parlamentswahlen 2012 zum 12. März 2015 an, die Nominierungen der Kandidaten wurden vom 2. bis zum 26. Februar 2015 angenommen. Die Alliance for Patriotic Reorientation and Construction (APRC) wählte Sarjo als ihren Kandidaten aus, Kebba Yorro Manneh trat für die National Reconciliation Party (NRP) an. Bei der Wahl erlangte Sarjo die Mehrheit mit 87,07 % der Stimmen und damit einen Sitz in der National Assembly.
Bei den folgenden Parlamentswahlen 2017 trat Sarjo erneut an. Mit 36,32 % der Stimmen reichte es nicht mehr diesen Wahlkreis zu gewinnen, er erreichte weniger Stimmen als Momodou Ceesay von der United Democratic Party (UDP).
Als Kandidat der National People’s Party (NPP) trat er bei den Parlamentswahlen 2022 an und erhielt 30,87 % der Stimmen hinter dem parteilosen Omar Jammeh.